# رود ایتونوماس
رود ایتونوماس رودی است که به رود گوآپوره می‌ریزد. این رود از کشور بولیوی می‌گذرد.